# Christabel Nettey
Christabel Nettey (Brampton, 2 giugno 1991) è una lunghista canadese.

## Palmarès
| Anno | Manifestazione           | Sede           | Evento         | Risultato | Prestazione | Note                                     |
| ---- | ------------------------ | -------------- | -------------- | --------- | ----------- | ---------------------------------------- |
| 2007 | Mondiali allievi         | Ostrava        | 100 m hs       | 8ª        | 14,42 m     |                                          |
| 2007 | Mondiali allievi         | Ostrava        | Salto in lungo | 14ª (q)   | 5,88 m      |                                          |
| 2007 | Mondiali allievi         | Ostrava        | Svedese        | Bronzo    | 2'09"08     |                                          |
| 2013 | Universiadi              | Kazan'         | Salto in lungo | 14ª (q)   | 6,22 m      |                                          |
| 2013 | Mondiali                 | Mosca          | Salto in lungo | 20ª (q)   | 6,47 m      |                                          |
| 2013 | Giochi della Francofonia | Nizza          | Salto in lungo | Bronzo    | 6,63 m      |                                          |
| 2014 | Giochi del Commonwealth  | Glasgow        | Salto in lungo | Bronzo    | 6,49 m      |                                          |
| 2015 | Giochi panamericani      | Toronto        | Salto in lungo | Oro       | 6,90 m      |                                          |
| 2015 | Mondiali                 | Pechino        | Salto in lungo | 4ª        | 6,95 m      |                                          |
| 2016 | Giochi olimpici          | Rio de Janeiro | Salto in lungo | 20ª (q)   | 6,37 m      |                                          |
| 2017 | Mondiali                 | Londra         | Salto in lungo | 19ª (q)   | 6,36 m      |                                          |
| 2018 | Mondiali indoor          | Birmingham     | Salto in lungo | 7ª        | 6,63 m      | Miglior prestazione personale stagionale |
| 2018 | Giochi del Commonwealth  | Gold Coast     | Salto in lungo | Oro       | 6,84 m      |                                          |
| 2019 | Giochi panamericani      | Lima           | Salto in lungo | 14ª       | 5,96 m      |                                          |
| 2021 | Giochi olimpici          | Tokyo          | Salto in lungo | 22ª (q)   | 6,29 m      |                                          |
| 2022 | Mondiali                 | Eugene         | Salto in lungo | 17ª (q)   | 6,50 m      |                                          |
| 2022 | Giochi del Commonwealth  | Birmingham     | Salto in lungo | 9ª        | 6,41 m      |                                          |
| 2022 | Campionati NACAC         | Freeport       | Salto in lungo | Argento   | 6,46 m      |                                          |

## Altre competizioni internazionali
2018
- 7ª in Coppa continentale ( Ostrava), salto in lungo - 6,31 m